# Ушаев, Григорий Саулович
Григорий Саулович Ушаев (15 августа 1922 года, Ростов-на-Дону, РСФСР, СССР — 1 августа 2020 года, Москва, Россия) — советский и российский дизайнер и художник, академик Российской академии художеств (2017).

## Биография
Родился 15 августа 1922 года в Ростове-на-Дону.
Окончил среднюю школу, в 1940 году был призван на срочную службу в Красную армию, участник Великой Отечественной войне, воевал на Кавказском, Карельском и 3-м Белорусском фронтах, встретив Победу в Кёнигсберге в звании младшего лейтенанта и должности командира взвода.
В 1952 году — окончил Московский архитектурный институт (руководители дипломного проекта — Григорий Борисович Бархин, Борис Григорьевич Бархин), занимался проектированием жилых, общественных и промышленных сооружений.
В 1960 году стал художником, затем ведущим художником-архитектором в Комбинате декоративно-оформительского искусства Московского союза художников.
С 1956 года — член Московского союза архитекторов, с 1975 года — член Московского Союза художников.
С 2008 по 2009 годы — профессор кафедры «Искусство интерьера» Социально-экономического института.
В 2009 году — избран членом-корреспондентом, в 2017 году — академикомм Российской академии художеств от Отделения дизайна.
С 2012 по 2014 годы — член Государственной аттестационной комиссии Института управления, экономики, права и искусства.
Член Правления Московского Союза художников, Гильдии художественного проектирования МСХ, член Совета ветеранов ВОВ, Союза Московских архитекторов, член иностранной комиссии Российского комитета ветеранов войны и военной службы.
Григорий Саулович Ушаев умер 1 августа 2020 года в Москве, похоронен в колумбарии Ваганьковского кладбища Москвы.

## Творческая деятельность
Создатель эскизных проектов экспозиций выставок и музеев, выполнял архитектурно-декоративные решения различных объектов во многих городах Советского Союза и других стран (Москва, Гагарин, Пятигорск, Одесса, Ростов-на-Дону, Новочеркасск, Новгород, Омск, Самарканд, Тюмень, Лондон, Лейпциг, Катовице).
Основные проекты и произведения:
- экспозиции Музея Маркса и Энгельса (в составе авторской группы под руководством И. К. Зиновьева. Москва, 1961—1962);
- проект ТЦ (в соавторстве с Ю. Воскресенским, Г. Черемушкиным. Пятигорск, 1964—1965);
- проект Дворца Культуры строителей Каракумского канала (в соавторстве с Э. Кулешовым);
- декоративно-пространственные композиции (Металл, сульфидное стекло). Руководитель авторской группы (С. Бескинская, А. Смехов, И. Зубин, А. Агалаков) (г. Мары (Туркмения), 1972-75гг.);
- Комплексное архитектурно — декоративное решение города. Проект — художественная концепция. Руководитель авторской группы (Р. Синицин, Б. Макарычев, А. Надъярных) (г. Гагарин, 1979-80гг.);
- Художественная галерея. Интерьеры и экспозиция произведений 67 художников различных жанров, на тему: «История города». Руководитель авторской группы (Б. Редкобородый, Ю. Артамонов, А. Надъярных) (г. Гагарин, 1980-85гг.)
- Дворец Культуры. Декоративно-пространственные световые композиции (Нерж. сталь, сульфидное стекло, хрусталь). Руководитель авторской группы (Б. Редкобородый, Ю. Артамонов, С. Бескинская, Л. Грошкова, А. Новиков)(г. Омск, 1981-83гг.)
- Интерьеры и экспозиция Краеведческого музея. Руководитель авторской группы (Б. Редкобородый, С. Файбисович, Ю. Артамонов) (г. Благовещенск-на-Амуре, 1982 г.)
- Дворец Культуры Электровакуумного завода. Декоративно-пространственная световая композиция (металл). Руководитель авторской группы (Б. Редкобородый, С. Файбисович, А. Колесников).(г. Запрудня (Московская область) 1984 г.)
- Дворец Культуры Саянского алюминиевого завода. Руководитель авторской группы (Б. Редкобородый, С. Файбисович, А. Колесников) (г. Саяногорск,1985 г.)
- Дворец Советско-Польской дружбы. Руководитель авторской группы (Б. Редкобородый, С. Файбисович, А. Колесников). (г. Катовице (Польша), 1987 г.)
- Центральный парк Культуры и отдыха имени Т. Г. Шевченко. Руководитель авторской группы (Б. Редкобородый, А. Колесников) (г. Одесса, 1989 г.)

Серия живописных работ (картон, темпера) «Воспоминания о Туркмении» (1976).
Серия шаржей на деятелей искусства и политики (картон, темпера, графика) (1953—2014).
Авторское свидетельство на изобретение (Комитета по делам изобретений и открытий Совета Министров СССР) за № 187268 от 29.07.1966 г.: трансформирующаяся мебель — «Шкаф с откидной дверкой — столом».

## Награды
- Орден Отечественной войны II степени (1985)
- Медаль «За оборону Кавказа» (1944)
- Медаль «За оборону Советского Заполярья» (1945)
- Медаль «За взятие Кёнигсберга»
- Медаль «За победу над Германией в Великой Отечественной войне 1941—1945 гг.»
- Заслуженный художник Российской Федерации (12 сентября 1994) — за заслуги в области изобразительного искусства[1]
- Медаль и диплом МСХ «За заслуги в развитии изобразительного искусства» (2008)
- Медаль (за № 433) Союза архитекторов России «За преданность содружеству зодчих» (2005)
- Серебряная медаль Российской академии художеств (2005)
- Золотая медаль Российской академии художеств (2012)

Дипломы:
- Диплом МОХФ РСФСР «За создание экспозиции Музея Маркса и Энгельса» (1962)
- Диплом МСХ «За создание проекта и осуществление Дворца Культуры строителей Каракумского канала в г. Мары (Туркмения)» (1975)
- Диплом МОХФ РСФСР «За комплексный художественный проект и создание художественной галереи в г. Гагарине», II премия (1980)
- Диплом лауреату конкурса на лучший эскизный проект эмблемы-символа празднования 850-летия основания Москвы. Третья премия (1995)
- Диплом Союза Московских архитекторов «За активный вклад в архитектуру общественных зданий, плодотворную творческую деятельность» и в связи с 80-летним юбилеем (2002)
- Диплом МСХ «За проект и реализацию объемно-пространственные композиций в фойе и зрительном зале Электромеханического завода в г. Омске» (2003)
- Диплом МСХ, 3-я премия, за произведения, экспонированные на юбилейной выставке художников- ветеранов ВОВ, в выставочном зале МСХ на ул. Кузнецкий мост, д. 11 (2003)
- Диплом Союза архитекторов России за участие в выставке «Война глазами зодчих» на XII Международном фестивале «Зодчество 2005» (2005)
- Диплом за участие в художественной выставке «Музы не молчали», посвященной 65-летнему юбилею Победы в ВОВ, в Государственной думе Федерального собрания РФ (2010)
- Диплом президента Союза архитекторов России А. В. Бокова «За преданное служение профессии, многолетний плодотворный труд в области архитектуры» в связи с 65-летием Победы в ВОВ (2010)
- Диплом «За выдающиеся достижения в области изобразительного, декоративно-прикладного искусства и дизайна в России», от лица ректора «Института управления, экономики, права и искусства», президента академии менеджмента в образовании и культуре, президента Столичного гуманитарного университета. В связи с юбилейной выставкой Г. С. Ушаева в РАХ (2012)